# Dicranomyia injucunda
Dicranomyia injucunda är en tvåvingeart som först beskrevs av Alexander 1967.  Dicranomyia injucunda ingår i släktet Dicranomyia och familjen småharkrankar. Inga underarter finns listade i Catalogue of Life.